# Bröderna Álvarez Quintero

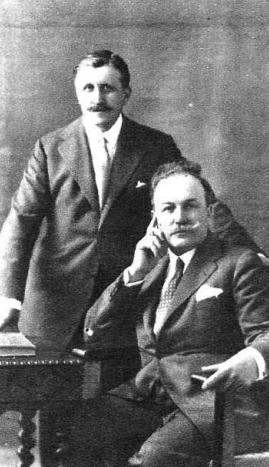
Bröderna Álvarez Quintero.

Serafín Álvarez Quintero, född 26 mars 1871 i Utrera, död 12 april 1938 i Madrid, och Joaquín Álvarez Quintero, född 20 januari 1873 i Utrera, död 14 juni 1944 i Madrid, var spanska dramatiker.
Tillsammans skrev bröderna en mycket populär folkloristisk dramatik med motiv från Andalusien, fylld av kvick och livfull dialog. Bland deras verk märks särskilt Malvaloca (1912).